# Samtgemeinde Nienstädt
In der Samtgemeinde Nienstädt aus dem niedersächsischen Landkreis Schaumburg haben sich vier Gemeinden zur Erledigung ihrer Verwaltungsgeschäfte zusammengeschlossen. Sie hat ihren Verwaltungssitz in der zentral gelegenen Gemeinde Helpsen.

## Geografie

### Gliederung
(Einwohnerzahlen vom 31. Dezember 2011)
Samtgemeinde Nienstädt (10.278)
- Helpsen (1.936) mit Kirchhorsten und Südhorsten
- Hespe (2.145) mit Hiddensen, Levesen und Stemmen
- Nienstädt (4.641) mit Liekwegen, Meinefeld, Sülbeck und Wackerfeld
- Seggebruch (1.556) mit Alt Seggebruch, Siedlung Baum, Brummershop, Deinsen, Neu Seggebruch, Schierneichen und Tallensen-Echtorf.

## Politik

### Samtgemeinderat
Der Rat der Samtgemeinde Nienstädt besteht aus 24 Ratsfrauen und Ratsherren. Dies ist die festgelegte Anzahl für eine Samtgemeinde mit einer Einwohnerzahl zwischen 9.001 und 10.000 Einwohnern. Die Ratsmitglieder werden durch eine Kommunalwahl für jeweils fünf Jahre gewählt. Neben den 24 in der Samtgemeindewahl gewählten Mitgliedern ist außerdem der hauptamtliche Samtgemeindebürgermeister im Rat stimmberechtigt.
| Am 19. September 2021 wurde ein neuer Samtgemeinderat gewählt: - SPD: 10 Sitze - CDU: 5 Sitze - WGSN: 4 Sitze - Grüne: 4 Sitze - FDP: 1 Sitz | Samtgemeindewahl 2021Wahlbeteiligung: 60,66 % 50403020100 42,7 %20,9 %17,7 %14,6 %4,2 % SPDCDUWGSNcGrüneFDPAnmerkungen:c Wgem. Samtgemeinde Nienstädt |

### Samtgemeindebürgermeister
Als Nachfolger des altersmäßig ausgeschiedenen Rolf Harmening (SPD) wurde am 11. September 2011 mit 81,3 % der abgegebenen Stimmen der bisherige erste Samtgemeinderat Ditmar Köritz (SPD) zum Samtgemeindebürgermeister gewählt. Köritz war der einzige Bewerber.
Bei der Wahl zum Samtgemeindebürgermeister 2019 wurde Köritz mit 80,51 Prozent der Stimmen im Amt bestätigt.

### Finanzen
In der Haushaltssatzung für das Haushaltsjahr 2013 wurden in Ergebnishaushalt die ordentlichen Erträge und Aufwendungen auf jeweils ~ 5,9 Millionen Euro festgesetzt. Im Finanzhaushalt werden Ein- und Auszahlungen von jeweils ~ 6,1 Millionen Euro erwartet. An Auszahlungen für Investitionstätigkeiten sind 346.800 Euro vorgesehen. Hierzu werden Kredite in Höhe von 190.000 Euro benötigt.